# Beauregard-et-Bassac
Beauregard-et-Bassac település Franciaországban, Dordogne megyében. Lakosainak száma 308 fő (2022. január 1.). Beauregard-et-Bassac Saint-Mayme-de-Péreyrol, Douville, Fouleix és Saint-Martin-des-Combes községekkel határos.

## Népesség
A település népességének változása:
| Lakosok száma | 203  | 193  | 209  | 269  | 279  | 269  | 262  | 255  | 273  | 308  |
|               | 1968 | 1982 | 1990 | 2006 | 2013 | 2015 | 2017 | 2019 | 2020 | 2022 |